# Казарка (водоспад)
Каза́рка — водоспад в Українських Карпатах (масив Ґорґани). Розташований у межах Калуського району Івано-Франківської області, на південний захід від села Липовиця. 
Водоспад розташований на потоці Казарка (права притока Чечви), який бере початок на північному схилі хребта Аршиця. Висота перепаду води — бл. 2,5 м. Водоспад утворився в місці, де потік перетинає потужний пласт стійких до ерозії пісковиків. При підніжжі водоспаду утворилося порівняно глибоке плесо, а трохи нижче — хаотичне нагромадження кам'яних брил, нанесених сюди потоком під час повеней. 
Водоспад важкодоступний і маловідомий. Вище від нього, на відстані бл. 2 км, є ще один водоспад — Нова Казарка (на потоці Нова Казарка).

## Світлини

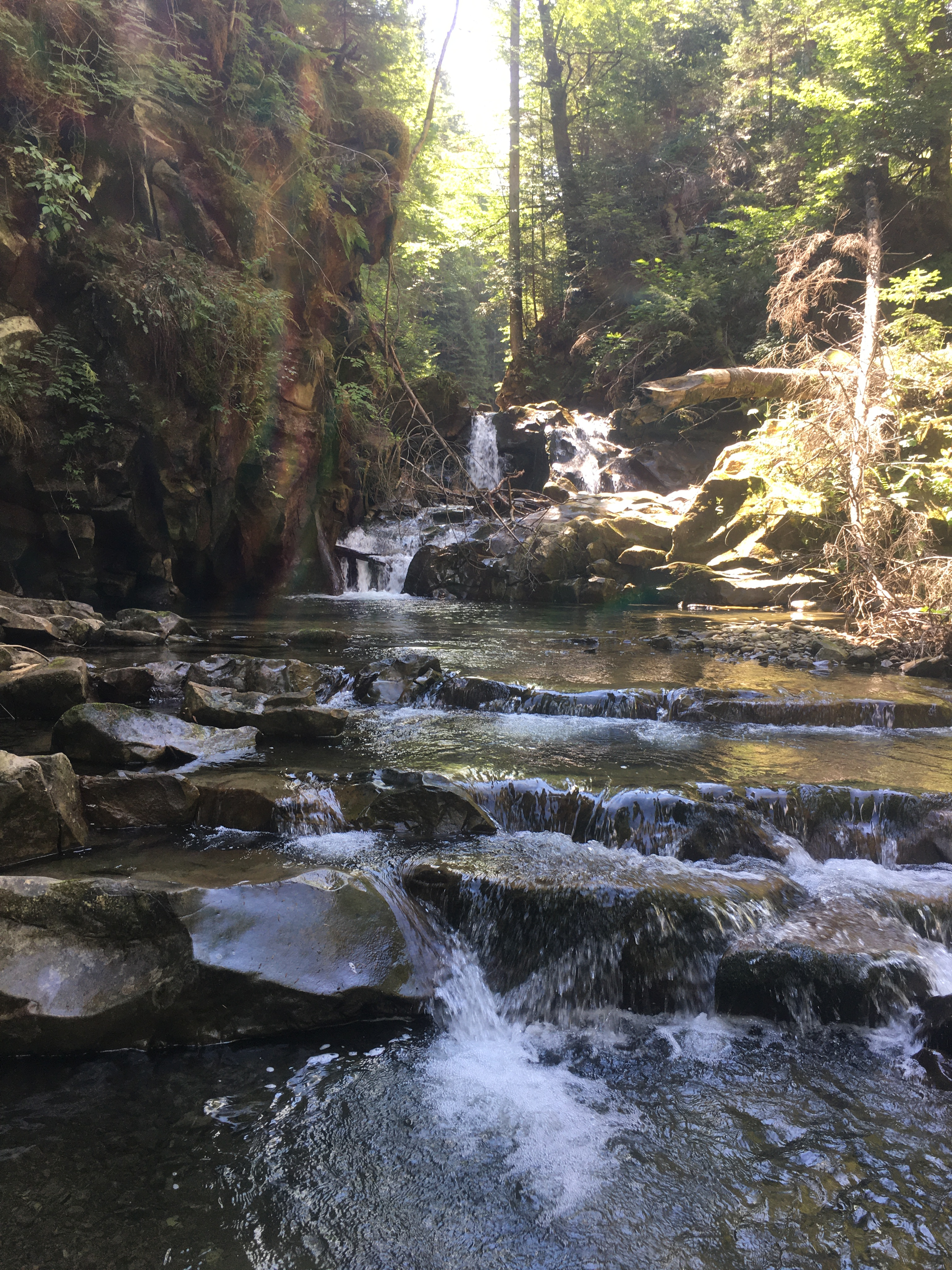
Водоспад здалеку
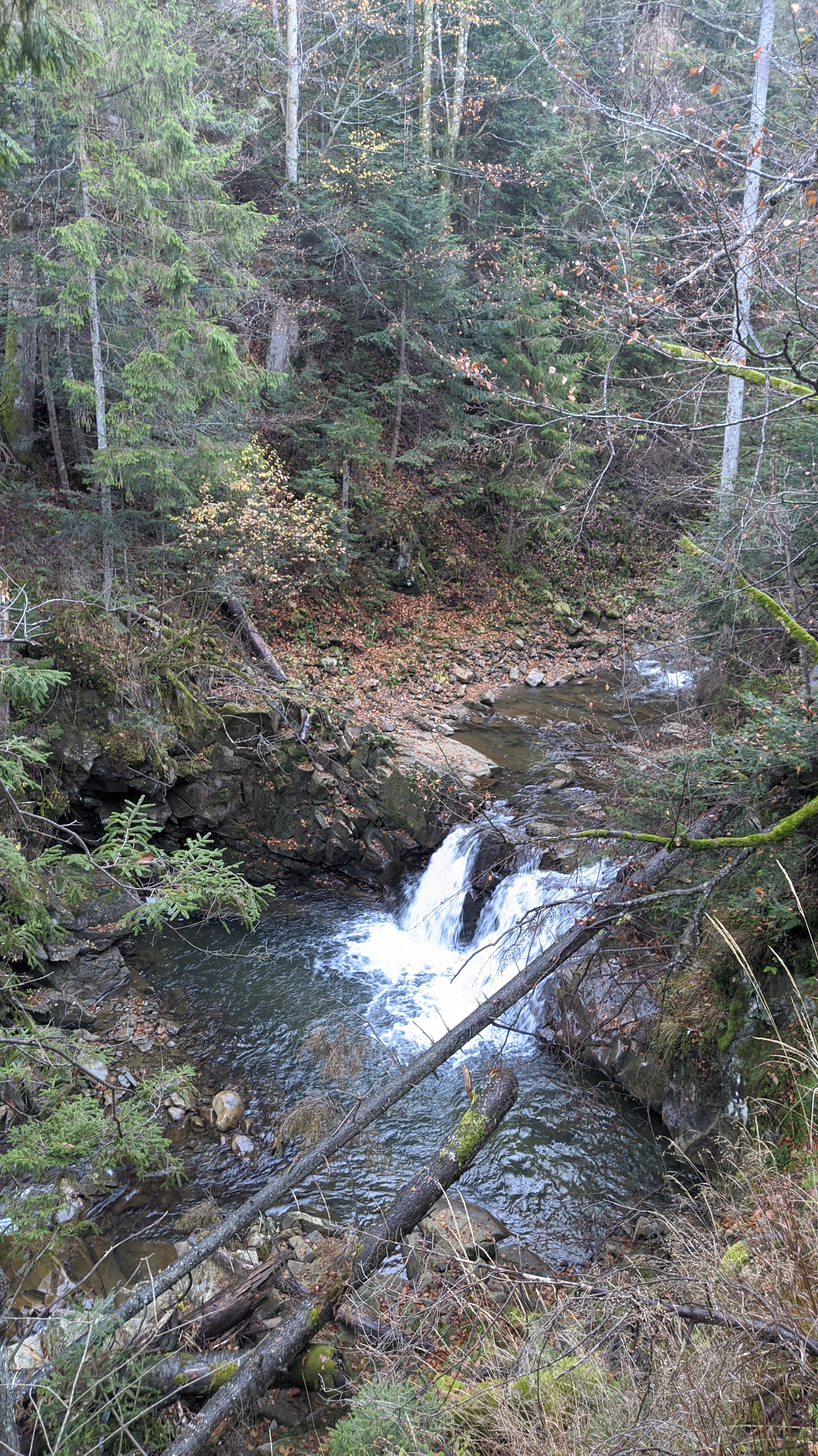
Водоспад восени
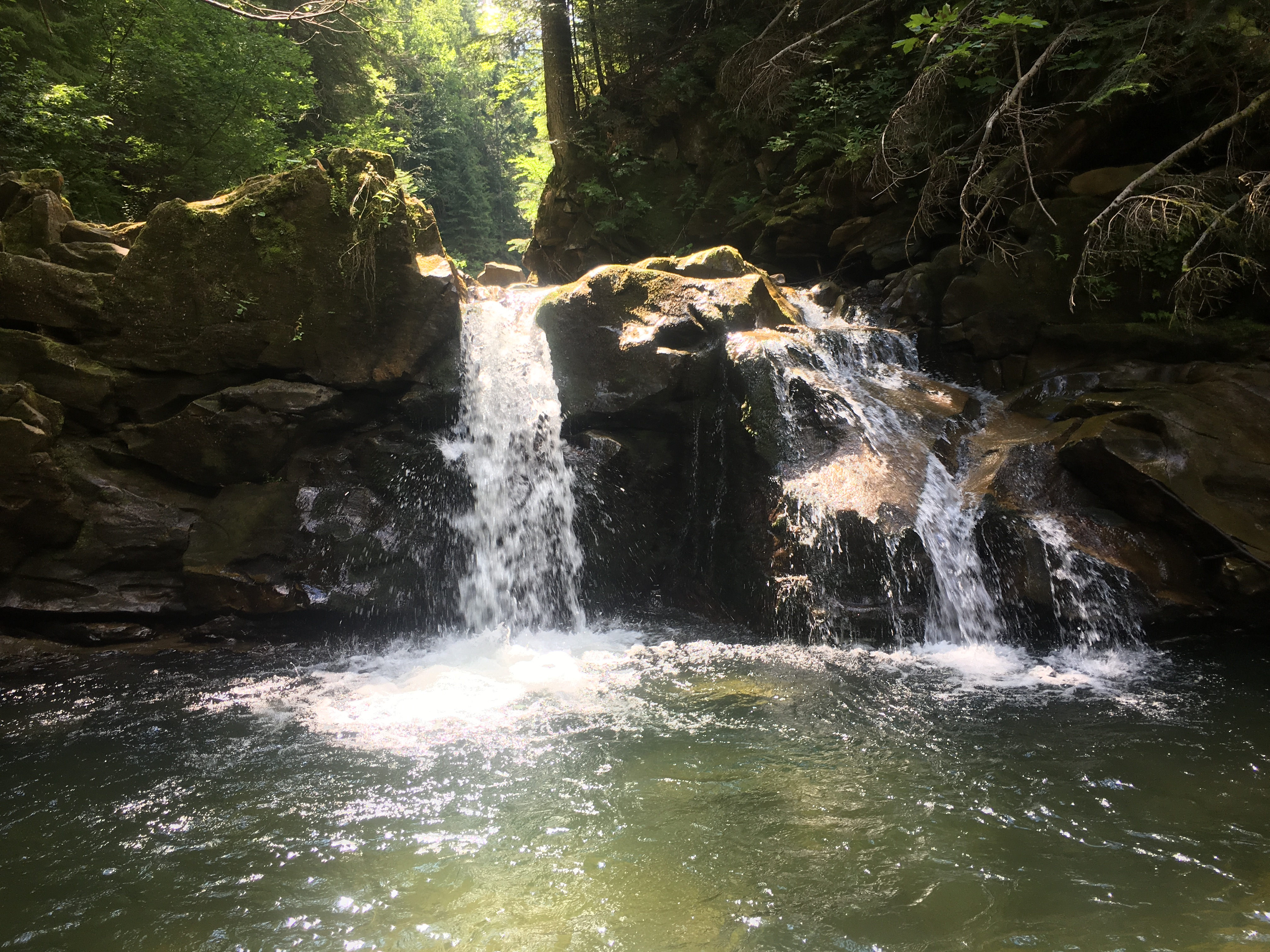
Водоспад зблизька